# Aigyptos
Aigyptos (altgriechisch Αἴγυπτος Aígyptos, lateinisch Aegyptus, deutsch Ägyptus) aus dem Geschlecht der Io, ist in der griechischen Mythologie als Sohn des Belos und der Anchinoë oder der Aëria (Eeria, auch Potamitis genannt) Zwillingsbruder des Danaos und Bruder des Kepheus und Phineus. Er galt als der eponyme Heros Ägyptens. Mit verschiedenen Frauen war er der Vater von 50 Söhnen (den Aigyptiaden), die alle mit Ausnahme des Lynkeus von ihren Gemahlinnen – den Danaiden – in der Hochzeitsnacht getötet wurden.
Belos, der ein großes Reich in Afrika  regierte, teilte sein Land so auf, dass Aigyptos über Arabien und Danaos über Libyen regieren sollte. Zudem besiegte Aigyptos die Melampoden, „die Schwarzfüßigen“, und nannte deren Land nach sich nun Ägypten.
Nach dem Tod von Belos stritten sich die beiden Brüder um das Erbe: Aigyptos schlug eine Massenheirat vor, um den Streit beizulegen, aber Danaos fürchtete zu Recht einen Hinterhalt. So flüchtete er mit seinen 50 Töchtern nach Argos. Aigyptos befahl nun seinen Söhnen, die Heirat zu vollziehen und nicht mehr zurückzukehren, bis Danaos nicht tot sei. Als Danaos, inzwischen König von Argos, nicht in die Hochzeit einwilligte, belagerten die Söhne des Aigyptos die Stadt. Wassermangel nötigte Danaos schließlich aufzugeben. Er gab jedoch jeder Tochter eine spitze Nadel oder einen Dolch für die Hochzeitsnacht, mit dem alle bis auf Hypermnestra ihre Ehemänner umbrachten. Die abgetrennten Häupter wurden Danaos vorgelegt.
Aigyptos floh nach Aroe, als er in Griechenland angekommen dies alles erfuhr. Dort starb er kurz darauf. Pausanias berichtet, dass sich sein Grab im Serapis-Heiligtum zu Patrai befinde.
Die Mütter der Söhne des Aigyptus waren seine angetraute Gattin Argyphie sowie die Nebenfrauen Arabia, Phoenissa, Tyria, Kaliadne, Gorgones und Hephaistine.